# Tenseur de Bel-Robinson
En relativité générale, le tenseur de Bel-Robinson, du nom de Lluis Bel et Ivor Robinson est un tenseur conçu en suivant une procédure assimilable à celle du tenseur énergie-impulsion en électromagnétisme. Ce tenseur présente certaines propriétés qui lui confèrent une analogie avec le tenseur énergie-impulsion d'un champ gravitationnel, quoiqu'une telle quantité ne puisse être définie en relativité générale.

## Formule
Le tenseur de Bel-Robinson, en général noté T est défini à partir du tenseur de Weyl par l'un ou l'autre des formules équivalentes :
{\displaystyle T_{abcd}=C_{aecf}C_{b}{}^{e}{}_{d}{}^{f}+{\frac {1}{4}}\epsilon _{ae}{}^{hi}\epsilon _{b}{}^{ej}{}_{k}C_{hicf}C_{j}{}^{k}{}_{d}{}^{f}},
{\displaystyle T_{abcd}=C_{aecf}C_{b}{}^{e}{}_{d}{}^{f}-{\frac {3}{2}}g_{a[b}C_{jk]cf}C^{jk}{}_{d}{}^{f}}.

## Propriétés
- Le tenseur de Bel-Robinson est complètement symétrique (il est invariant par échange de ses indices).
- Sa trace (calculée par rapport à n'importe quelle paire d'indices, puisque le tenseur est symétrique) est nulle :

{\displaystyle T^{a}{}_{acd}=0},
- Dans le vide, c'est-à-dire quand le tenseur de Riemann est nul, la divergence du tenseur est nulle :

{\displaystyle D^{a}T_{abcd}=0}.
- La composante temporelle du tenseur, c'est-à-dire la quantité {\displaystyle T_{abcd}u^{a}u^{b}u^{c}u^{d}}, où u est la quadrivitesse d'un observateur, est positive ou nulle, évoquant une densité d'énergie.